# Лазебникова Наталія Олександрівна
Наталія Олександрівна Лазебникова (нар. 4 травня 1980, Київ) — українська артистка балету, прима-балерина Національної опери України імені Т. Шевченка, заслужена артистка України (2008).

## Біографія
Закінчила Київське хореографічне училище (1997).
Солістка балету Національної опери України ім. Тараса Шевченка з 1997 р.
У 1996—1997 рр. стажувалася в Монако у Балетній школі принцеси Грейс.

## Репертуар
Балерина лірико-романтичного плану, веде на сцені Національної опери України партії класичного і неокласичного репертуару.
- Одетта-Оділія («Лебедине озеро» П. Чайковського)
- Принцеса Аврора («Спляча красуня» П. Чайковського)
- Клара («Лускунчик», П. Чайковського)
- Нікія, Гамзаті («Баядерка» Л. Мінкуса)
- Кітрі («Дон Кіхот» Л. Мінкуса)
- Жізель («Жізель» А. Адама)
- Гюльнара, Медора («Корсар» А. Адама)
- Джульєтта («Ромео і Джульєтта» С. Прокоф'єва)
- Попелюшка («Попелюшка» С. Прокоф'єва)
- Сванільда («Коппелія» Л. Деліба)
- Раймонда («Раймонда» О. Глазунова)
- Ширін («Легенда про любов» А. Мелікова)
- Аннель («Віденський вальс» на музику Йоганна Штрауса (сина), Йозефа Штрауса і Йоганна Штрауса (батька))
- Фрігія («Спартак» А. Хачатуряна)
- Марина («Грек Зорба» М. Теодоракіса)
- Сюзанна («Весілля Фігаро» на музику В.-А. Моцарта)
- Балерина («Петрушка» І. Стравінського)
- Джульєтта («Ромео і Джульєтта» в хореографії С. Лифаря на музику однойменної симфонічної увертюри-фантазії П. Чайковського)
- Оксана («Ніч перед Різдвом» Є. Станковича)
- Мавка («Лісова пісня» М. Скорульського)
- Білосніжка («Білосніжка та семеро гномів» Б. Павловського)
- Редисочка («Чипполіно» К. Хачатуряна),
- Русалонька («Русалонька» О. Костіна)
- Мальвіна («Буратіно та чарівна скрипка» Ю. Шевченка)
- Зореслава («Володар Борисфену» Є. Станковича)
- Марі Дюплессі («Дама з камеліями» Л. В. Бетховена, Й. Брамса та інших композиторів)
- Лілея («Лілея» К. Данькевича).

## Гастролі
Гастролювала у Німеччині, Франції, Швейцарії, Японії, Іспанії, Італії, Канаді, Аргентині, Великій Британії та інших країнах.

## Особисте життя
Виховує двох дітей.

## Нагороди
Лауреат Міжнародного конкурсу артистів балету імені Сержа Лифаря (1994 — друга премія, 1996 — третя премія).
Дипломант Європейського конкурсу молодих артистів балету «Приз Лозанни» (1996, Швейцарія).
Заслужена артистка України (2008).